# Liste der Bodendenkmale in Röderaue
In der Liste der Bodendenkmale in Röderaue sind die Bodendenkmale der Gemeinde Röderaue und ihrer Ortsteile nach dem Stand der Auflistung von Harald Quietzsch und Heinz Jacob aus dem Jahr 1982 aufgelistet. Eventuelle Änderungen und Ergänzungen, insbesondere aus der Zeit nach der Wende, sind nicht berücksichtigt, da für Sachsen aktuell keine neueren allgemein zugänglichen Bodendenkmallisten vorliegen. Die Baudenkmale sind in der Liste der Kulturdenkmale in Röderaue aufgeführt.
| Denkmal-ID | Fundart            | Ortsteil   | Bezeichnung | Zeitstellung    | Lage                                                                                    | Bemerkungen                                       | Bild |
| ---------- | ------------------ | ---------- | ----------- | --------------- | --------------------------------------------------------------------------------------- | ------------------------------------------------- | ---- |
| ?          | besonderer Stein   | Frauenhain | Steinkreuz  | Spätmittelalter | östlicher Ortsausgang, nördlich an der Straße zum Bahnhof                               | Schutz seit 6. Juni 1973                          |      |
| ?          | Befestigung > Burg | Frauenhain | Wasserburg  | Mittelalter     | südwestlicher Ortsrand, westlicher Hofraum des Guts, Bereich des abgerissenen Schlosses | Rechteckbühl mit Graben, oberflächlich eingeebnet |      |